# 吉野弘幸 (脚本家)
吉野 弘幸（よしの ひろゆき、1970年6月2日 - ）は、日本の脚本家。千葉県出身。

## 来歴
早稲田大学第一文学部卒業。所属していたサークルの先輩には同じく脚本家の大河内一楼、同期にはカプコンのゲームクリエイターの巧舟がいる。当時サンライズのプロデューサーだった古里尚丈の誘いで脚本家に転身した。

## 主な執筆作品

### テレビアニメ
2000年
- GEAR戦士電童（脚本）

2001年
- 激闘!クラッシュギアTURBO（脚本）

2002年
- 機動戦士ガンダムSEED（脚本）

2003年
- 出撃!マシンロボレスキュー（脚本）

2004年
- 舞-HiME（シリーズ構成・脚本）
- 機動戦士ガンダムSEED DESTINY（脚本）

2005年
- 舞-乙HiME（シリーズ構成・脚本）

2006年
- コードギアス 反逆のルルーシュ（副シリーズ構成・脚本）

2007年
- アイドルマスター XENOGLOSSIA（脚本）

2008年
- マクロスF（シリーズ構成・脚本）
- コードギアス 反逆のルルーシュR2（副シリーズ構成）
- 黒執事（脚本）

2009年
- DARKER THAN BLACK -流星の双子-（脚本）

2010年
- ソ・ラ・ノ・ヲ・ト（シリーズ構成・脚本）
- ダンス イン ザ ヴァンパイアバンド（シリーズ構成・脚本）

2011年
- フラクタル（脚本）
- ギルティクラウン（シリーズ構成・脚本）

2012年
- アクセル・ワールド（シリーズ構成・脚本）
- マギ The labyrinth of magic（シリーズ構成・脚本）

2013年
- ビビッドレッド・オペレーション（シリーズ構成・脚本）
- とある科学の超電磁砲S（脚本）
- ストライク・ザ・ブラッド（シリーズ構成・脚本）
- マギ The kingdom of magic（シリーズ構成・脚本）
- 凪のあすから（脚本）

2014年
- 黒執事 Book of Circus（シリーズ構成・脚本）
- トリニティセブン（シリーズ構成・脚本）
- ワールドトリガー（シリーズ構成・脚本）

2015年
- 艦隊これくしょん -艦これ-（脚本）
- 境界のRINNE（脚本）
- ヘヴィーオブジェクト（シリーズ構成・脚本）

2016年
- 終末のイゼッタ（シリーズ構成・脚本）
- 機動戦士ガンダム 鉄血のオルフェンズ（脚本）

2017年
- MARGINAL#4 KISSから創造るBig Bang（脚本）
- チェインクロニクル 〜ヘクセイタスの閃〜（脚本）
- 時間の支配者（脚本）

2018年
- ゲゲゲの鬼太郎 第6シリーズ（脚本）
- とある魔術の禁書目録III（シリーズ構成・脚本）
- ツルネ -風舞高校弓道部-（脚本）

2019年
- 荒野のコトブキ飛行隊（脚本）

2021年
- トロピカル〜ジュ!プリキュア（脚本）

2024年
- 黒執事 -寄宿学校編-（シリーズ構成・脚本）
- ばいばい、アース（シリーズ構成・脚本）

2025年
- 気絶勇者と暗殺姫（脚本）

### 劇場アニメ
2009年
- 劇場版 マクロスF 虚空歌姫〜イツワリノウタヒメ〜（脚本）

2011年
- 劇場版 マクロスF 恋離飛翼 〜サヨナラノツバサ〜（脚本）

2013年
- 劇場版 とある魔術の禁書目録 -エンデュミオンの奇蹟-（脚本）

2017年
- 劇場版 黒執事 Book of the Atlantic （脚本）

2023年
- 鬼太郎誕生 ゲゲゲの謎（脚本）

2025年
- 映画 キミとアイドルプリキュア♪ お待たせ!キミに届けるキラッキライブ!（脚本）

### OVA
2006年
- 舞-乙HiME Zwei（シリーズ構成）

2009年
- 電波的な彼女（構成・脚本）

2015年
- 黒執事  Book of Murder（シリーズ構成・脚本）
- えくそだすっ！ 出トーキヨー（『SHIROBAKO』劇中作品、脚本）
- 第三飛行少女隊 FALLING ANGEL（『SHIROBAKO』劇中作品、脚本）
- ストライク・ザ・ブラッド（シリーズ構成・脚本）

2016年
- ストライク・ザ・ブラッド II（シリーズ構成・脚本）

2018年
- ストライク・ザ・ブラッド III（シリーズ構成・脚本）

2020年
- ストライク・ザ・ブラッド IV（シリーズ構成・脚本）

2022年
- ストライク・ザ・ブラッド FINAL（シリーズ構成・脚本）

### 漫画原作
- 舞-乙HiME（樋口達人と連名・作画：佐藤健悦、2005年）
- 聖痕のクェイサー[9]（作画：佐藤健悦、2006年）
- VITAセクスアリス（作画：佐藤健悦、2007年）
- 神呪のネクタール（作画：佐藤健悦、2016年）
- 機動戦士ガンダム ラストホライズン（作画：寺田ケンイチ、2022年）

## メディア出演
- アニソンぷらす（テレビ東京） - 2010年2月8日、ゲスト出演（金元寿子と共演）